# Xochihuehuetlán (kommun)
Xochihuehuetlán är en kommun i Mexiko.   Den ligger i delstaten Guerrero, i den sydöstra delen av landet, 180 km söder om huvudstaden Mexico City. Antalet invånare är 7 005. Arean är 192 kvadratkilometer.
Terrängen i Xochihuehuetlán är huvudsakligen kuperad.
Följande samhällen finns i Xochihuehuetlán:
- Xochihuehuetlán
- San Miguel Comitlipa
- Cacalutla
- Tehuaxtitlán